# Jean de Bonmarché
Jean de Bonmarché (* um 1522 wahrscheinlich in Douai (Nordfrankreich); † September 1570 in Madrid) war ein franko-flämischer Komponist und Kapellmeister der Renaissance.

## Leben
Über die Jugend- und Ausbildungszeit von Jean de Bonmarché sind keine Informationen überliefert. Der erste Beleg über ihn stammt von der Universität Löwen, wo er im Jahr 1547 zum „Doktor der freien Künste“ promovierte. Außerdem ist bekannt, dass er ab 1560/61 maître des enfants (Leiter der Chorknaben) an der Kathedrale Notre-Dame von Cambrai gewesen ist. Später studierte er noch Rechtswissenschaft an der von König Philipp II. gegründeten Universität Douai und promovierte zum Doktor der Rechte. Falls er mit der Person mit dem ähnlichen Namen „Bonmarchié“ identisch ist, war er später auch Dekan der Kirche Saint-Pierre in Lille.
Während seiner Amtszeit als Leiter der Chorknaben in Cambrai suchte Herzogin Margarethe von Parma, Statthalterin der Niederlande, für den spanischen König Philipp II. einen Nachfolger für den verstorbenen Leiter der Hofkapelle in Madrid, Pierre de Manchicourt, und holte über Bonmarché Informationen ein. Aus dem Brief Margarethes von Parma aus Brüssel vom 30. November 1564 an Philipp II. geht hervor, dass Bonmarché um diese Zeit über 40 Jahre alt war und als Komponist einen guten Namen hatte, auch wenn er nur eine schwache Stimme besaß. Auf Grund der Empfehlung Margarethes hat der Komponist am 17. Dezember 1564 die Annahme der Stelle zugesagt; er verließ die Niederlande am 14. April 1565 und reiste zusammen mit einem Sänger und vier Chorknaben nach Madrid, wo er am 8. Juni 1565 ankam und die Stelle des Hofkapellmeisters antrat. Am 28. Oktober 1568 übertrug ihm der spanische König zusätzlich das Dekanat von Saint-Pierre in Lille; wenige Monate später, am 9. Mai 1569, wurde er auf Veranlassung des Königs als Begünstigter für die Pfründe in der Stadt Béthune eingetragen.
In einem Brief von Philipp II. an den Herzog von Alba, Generalgouverneur der Niederlande, vom 16. September 1570 bat der König, ihm einen neuen Kapellmeister zu entsenden, weil der bisherige einige Tage zuvor verstorben sei. Dieser Brief belegt den Tod des Komponisten in der ersten Septemberhälfte des Jahres 1570.

## Bedeutung
Eine einzelne Motette von Bonmarché, „Constitues eos principes“, ist in einer gedruckten Sammlung überliefert. Es ist ein eindrucksvoller vierfacher Kanon, in dem ein notierter vierstimmiger Chorsatz sich zu einem kanonisch gesetzten zweiten Chor erweitert. Die Archive der Alten Kathedrale von Cambrai enthalten Aufzeichnungen über Zahlungen an den Komponisten für eine Motette zum Fest des Heiligen Antonius vom Jahr 1561, für eine weitere zum Fest „St. Claude“ sowie für Hymnen und Motetten, die zum Fest des Heiligen Lukas komponiert wurden. Die Kathedrale besaß auch ein Te Deum mit dem Titel „Pater de Saint-Claire“ sowie eine siebenstimmige Messe, die beide im Jahr 1568 kopiert wurden. All diese Werke gelten heute als verloren. Das Inventarverzeichnis der Chorbücher des königlichen Palastes in Madrid erwähnt zwei Messen und eine Motette von Bonmarché; ob diese Werke im Bestand auch vorhanden sind, ist nicht gesichert.

## Werke
- Motette „Constitues eos principes“ zu acht Stimmen
- Messe zu sieben Stimmen (verschollen)
- Te Deum „Pater de Saint-Claire“ (verschollen)
- Festmotette „Saint-Antoine“ (verschollen)
- Festmotette „Double Saint-Louis“ (verschollen)
- Festmotette „Double Saint-Claude“ (verschollen)
- Zwei Chorbücher, enthaltend zwei Messen (eine davon: „Letabunt“ zu fünf Stimmen) und eine Motette, erwähnt im Inventar der Musikalien der Capilla Real in Madrid von 1597 (verschollen?)